# Араука (река)
Ара́ука (исп. Arauca) — река на севере Южной Америки, левый приток Ориноко.
Длина около 900 км (по другим данным — 1300 км), площадь бассейна 18 000 км².
Исток находится в Восточной Кордильере Колумбии, на значительном протяжении по руслу реки проходит линия государственной границы между Венесуэлой и Колумбией, далее течёт по низменности Льянос-Ориноко в Венесуэле. В половодье (с мая по октябрь—ноябрь) судоходна на протяжении 600 км.